# Kumpusenlampi
Kumpusenlampi är en sjö i kommunen Mäntyharju i landskapet Södra Savolax i Finland. Arean är 45 hektar och strandlinjen är 3,53 kilometer lång. Sjön  ingår i Kymmene älvs huvudavrinningsområde.   Den ligger omkring 36 kilometer sydväst om S:t Michel och omkring 180 kilometer nordöst om Helsingfors. 